# Тенчинек

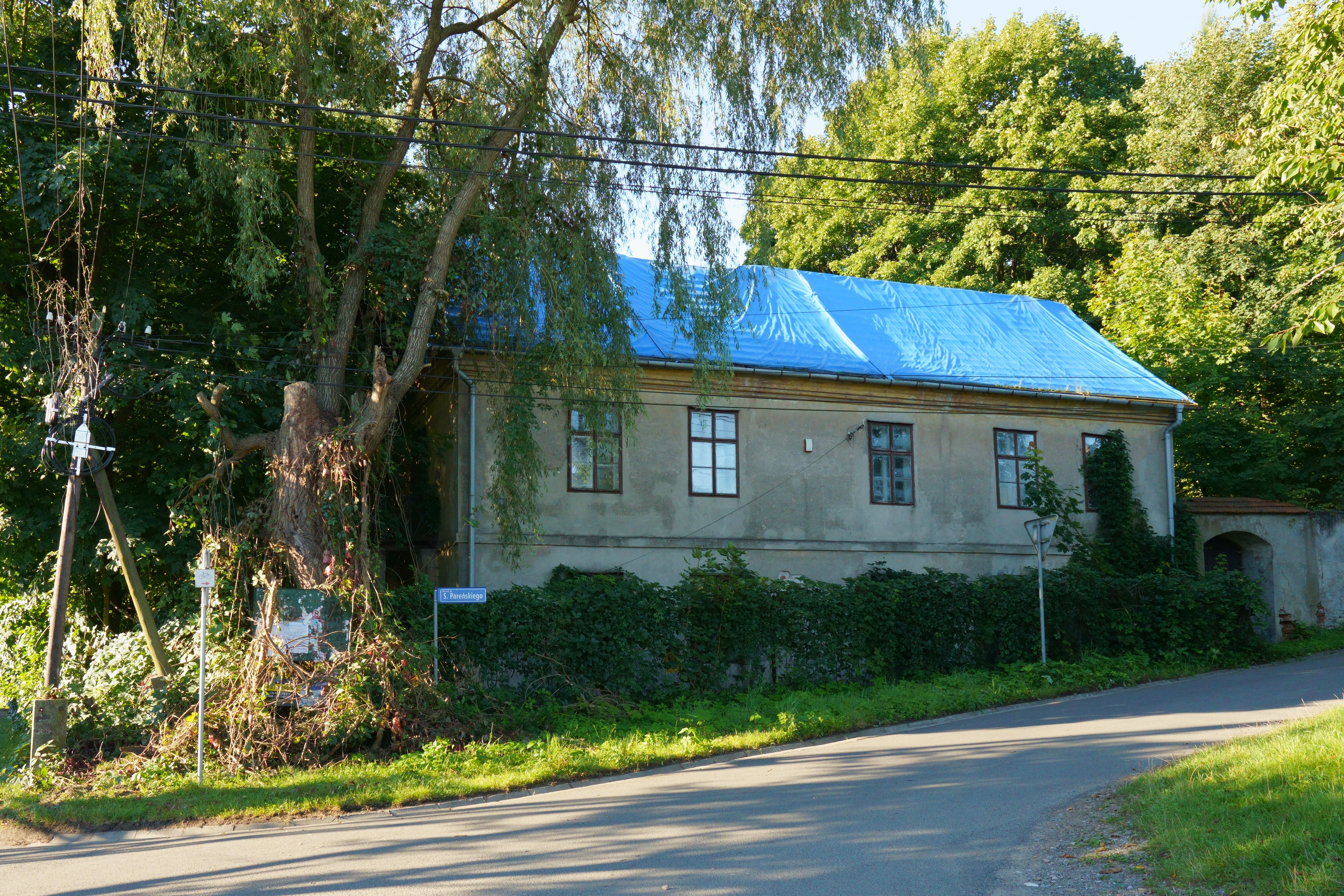
Вилла «Элиза» конца XIX в.

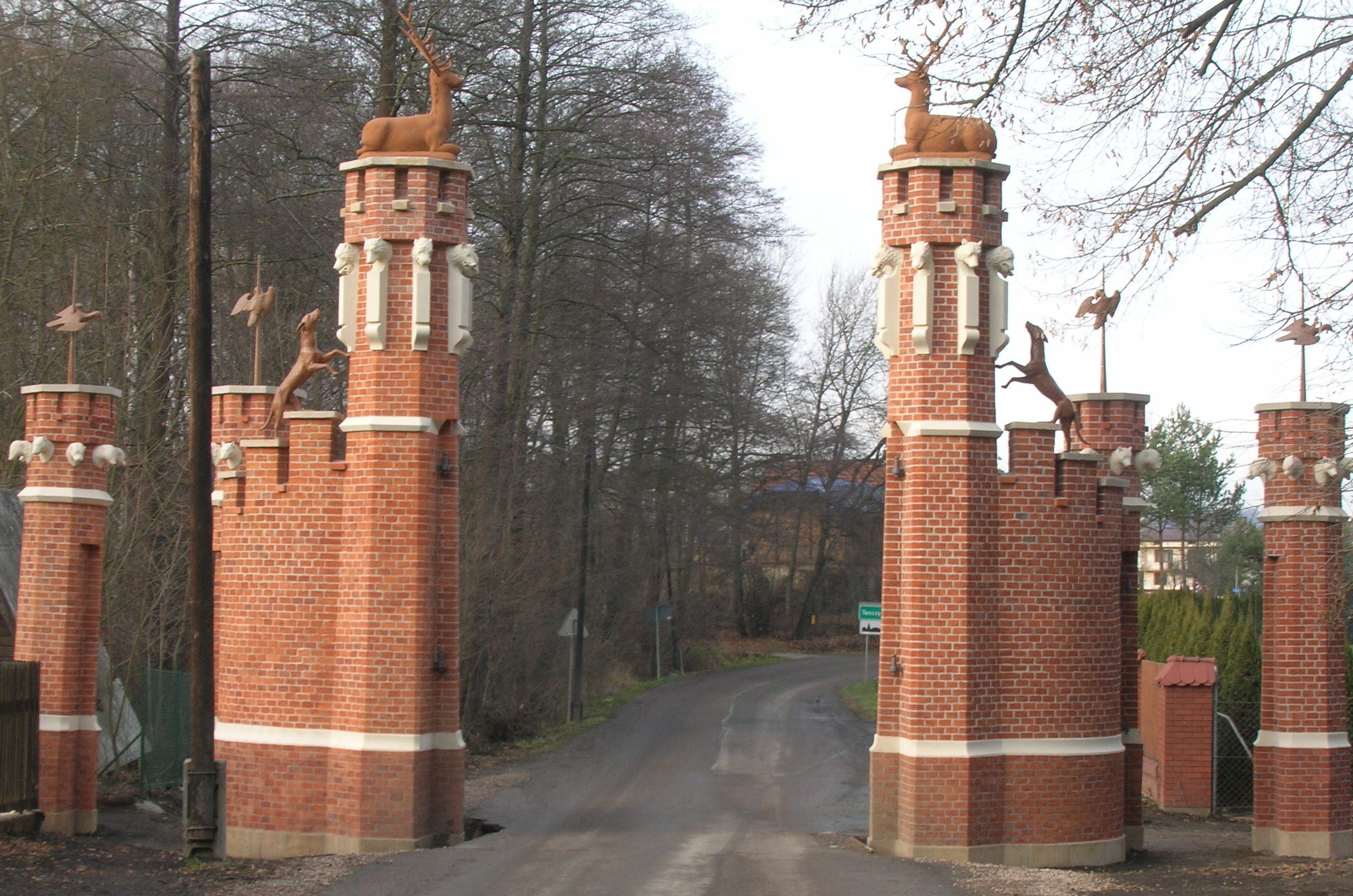
Звежинецкие ворота

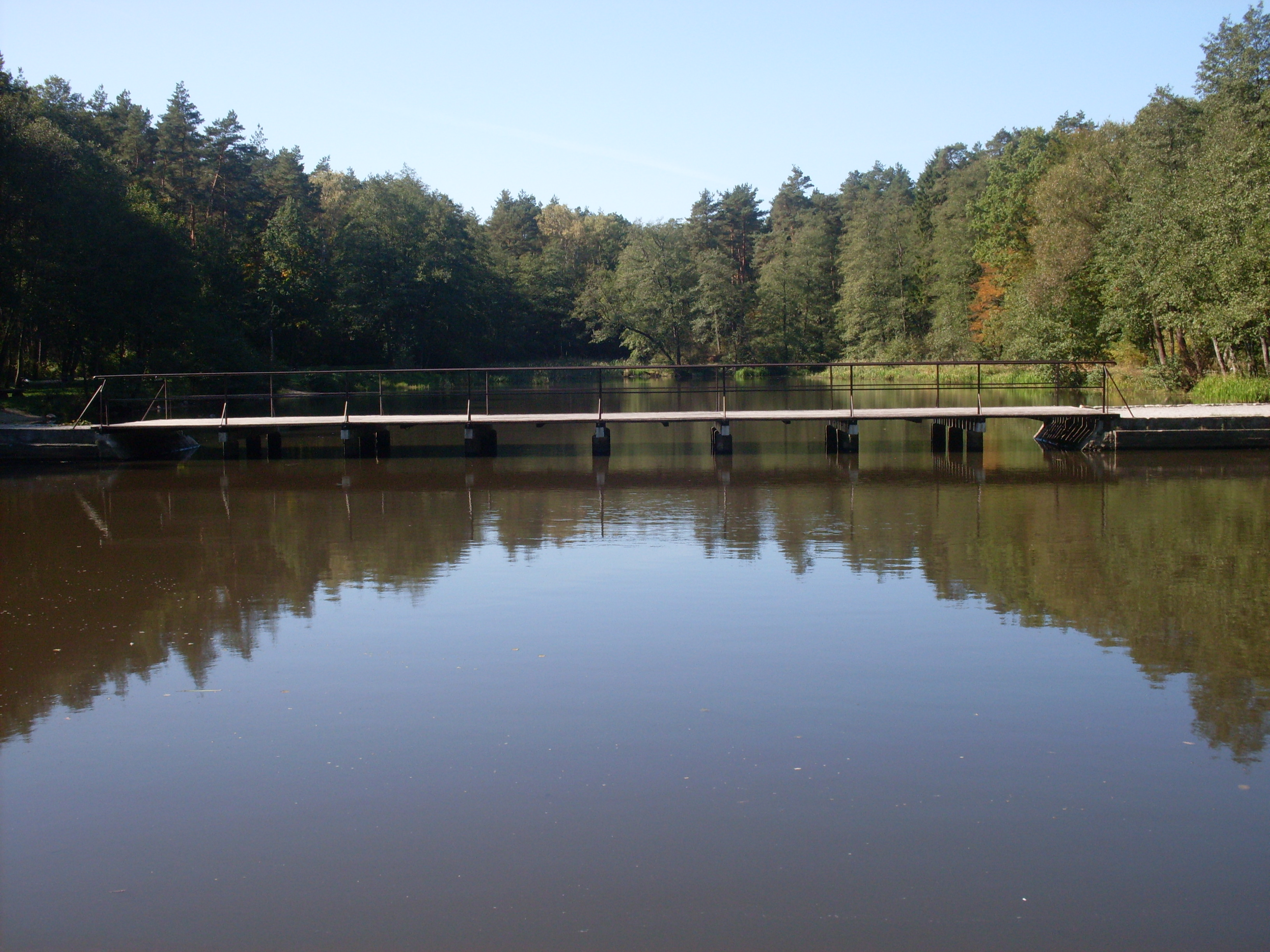
Вроньский пруд

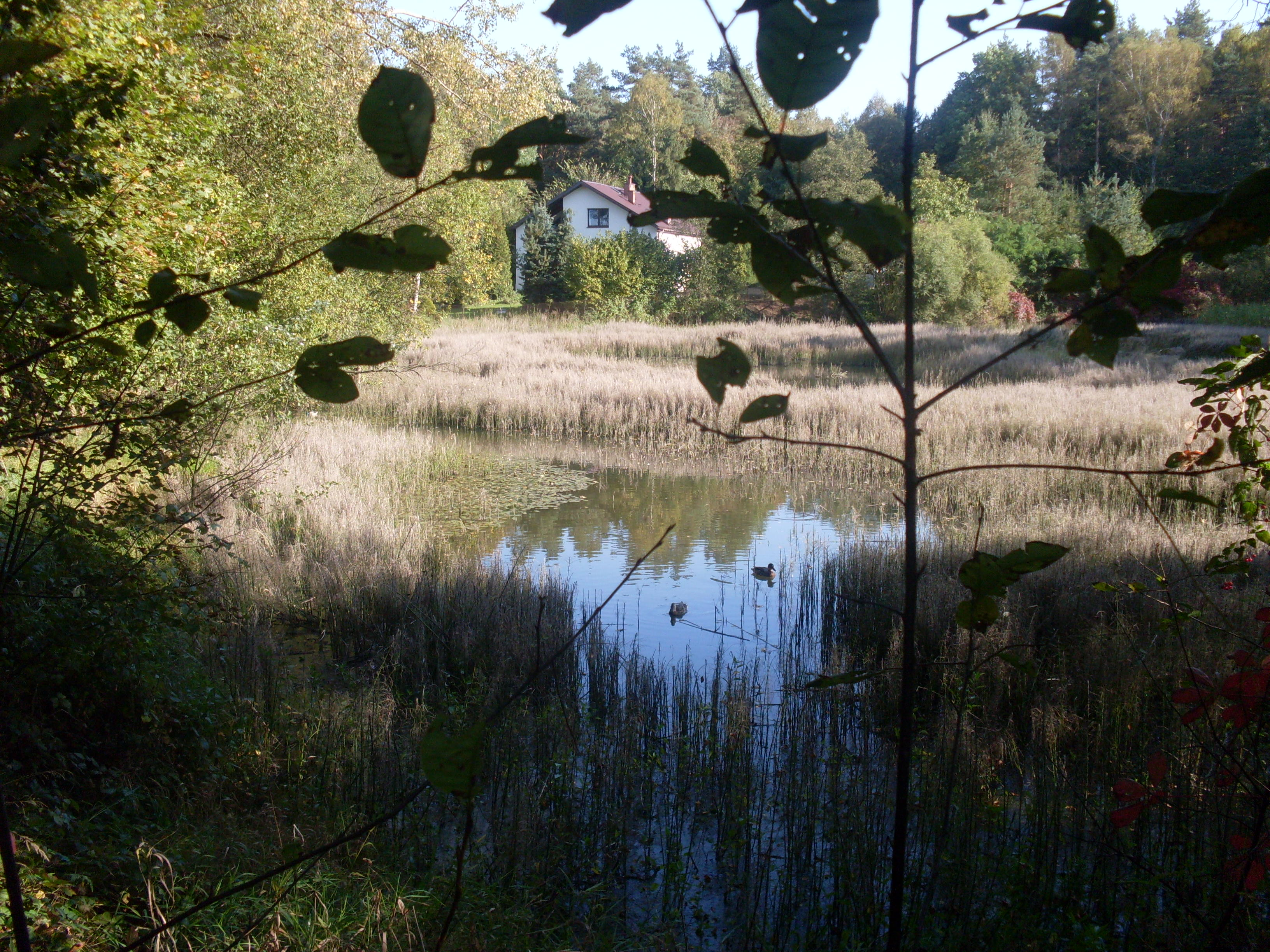
Лесничество и пруд Жечки

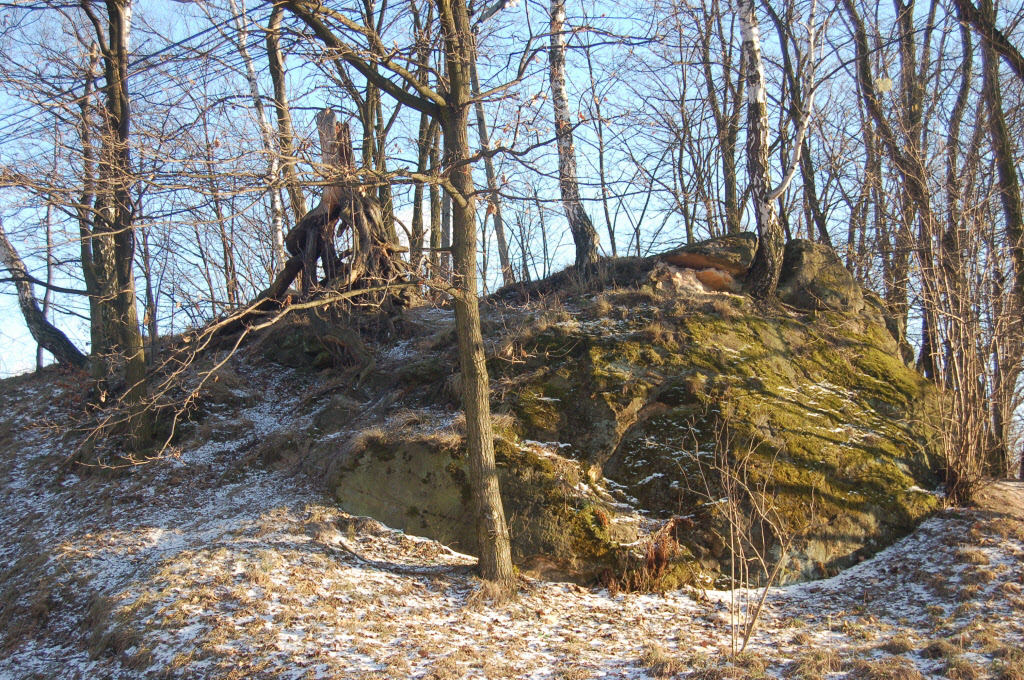
Скалка под сосной

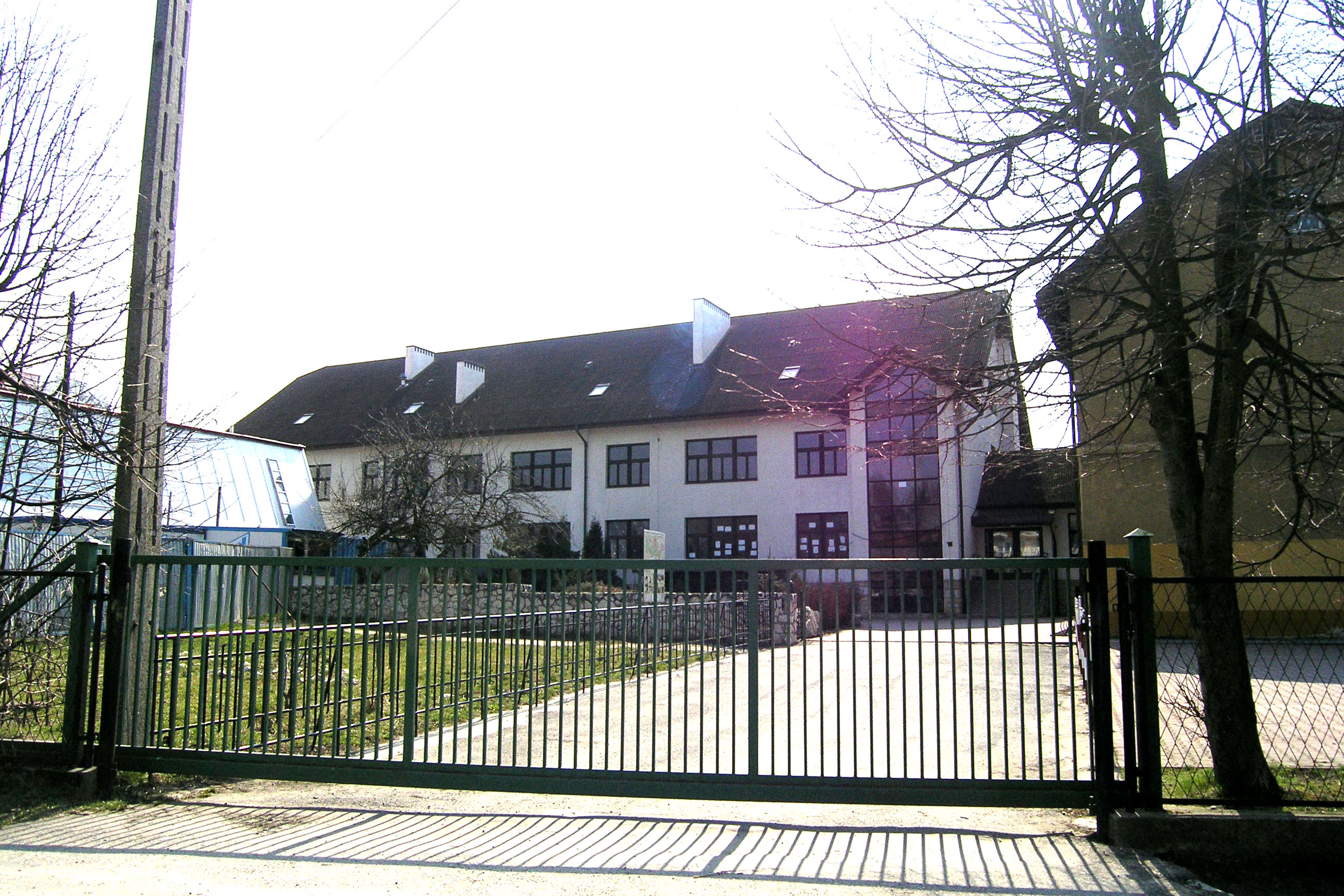
Начальная школа

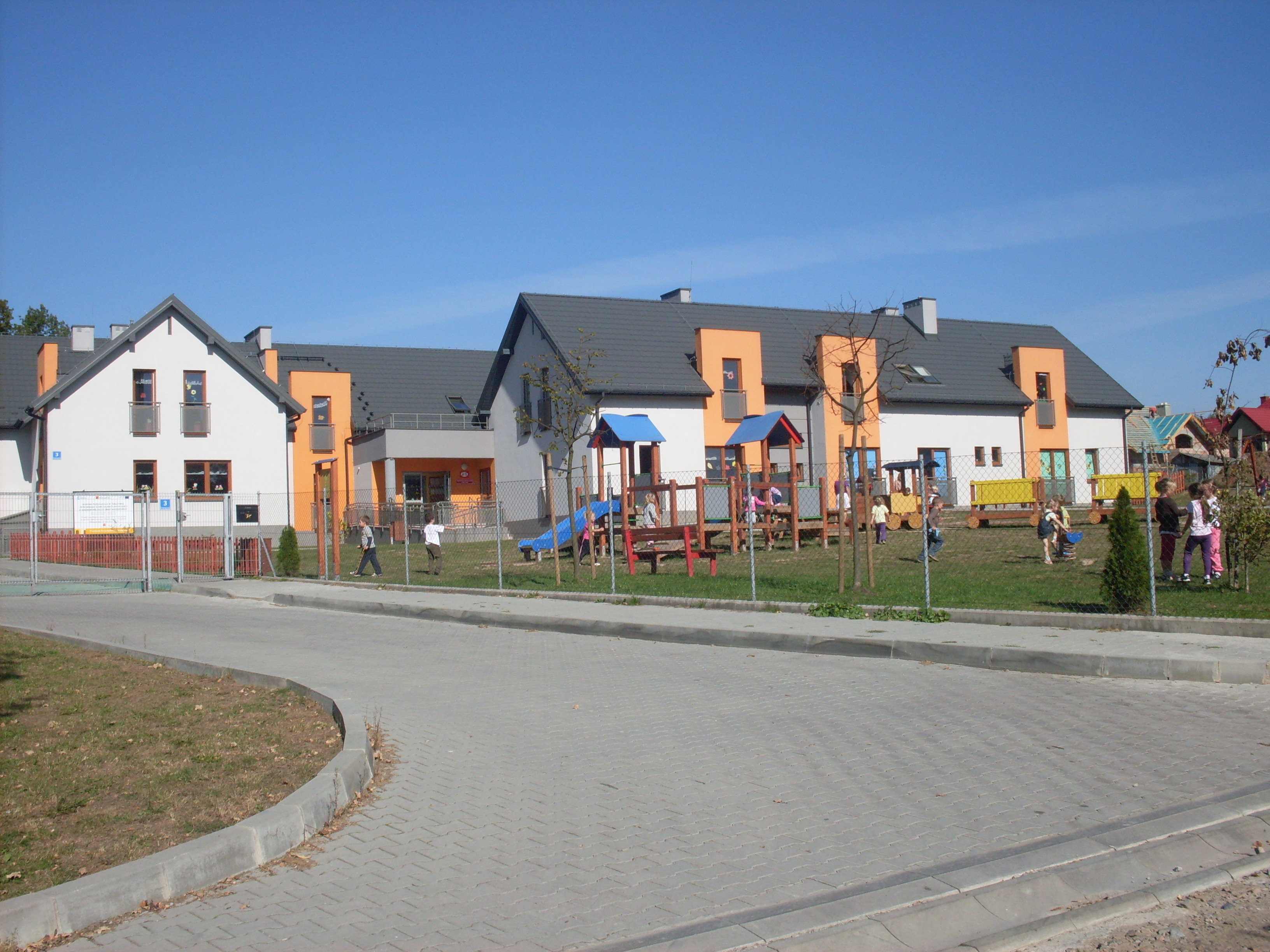
Муниципальный детский сад

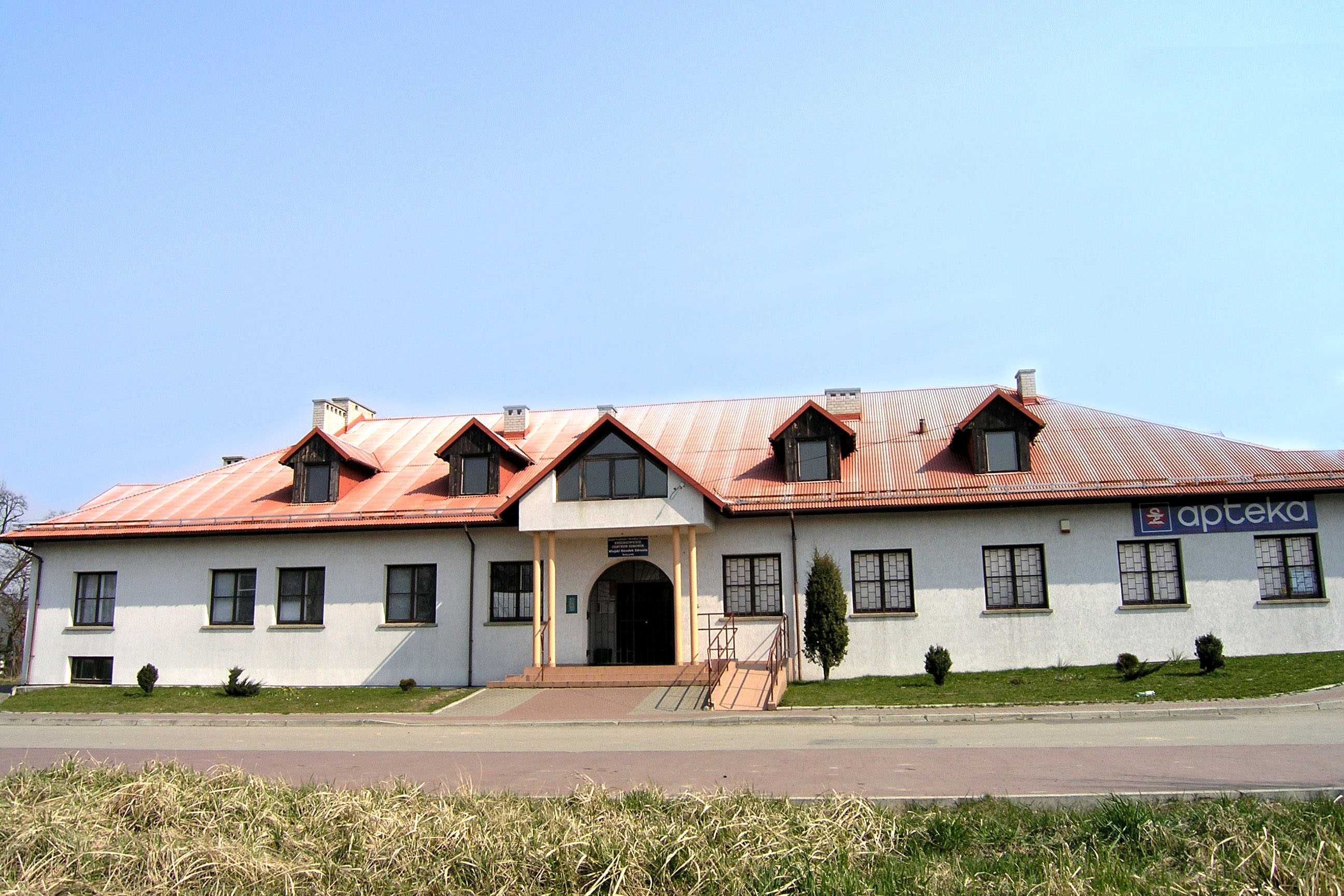
Центр здоровья

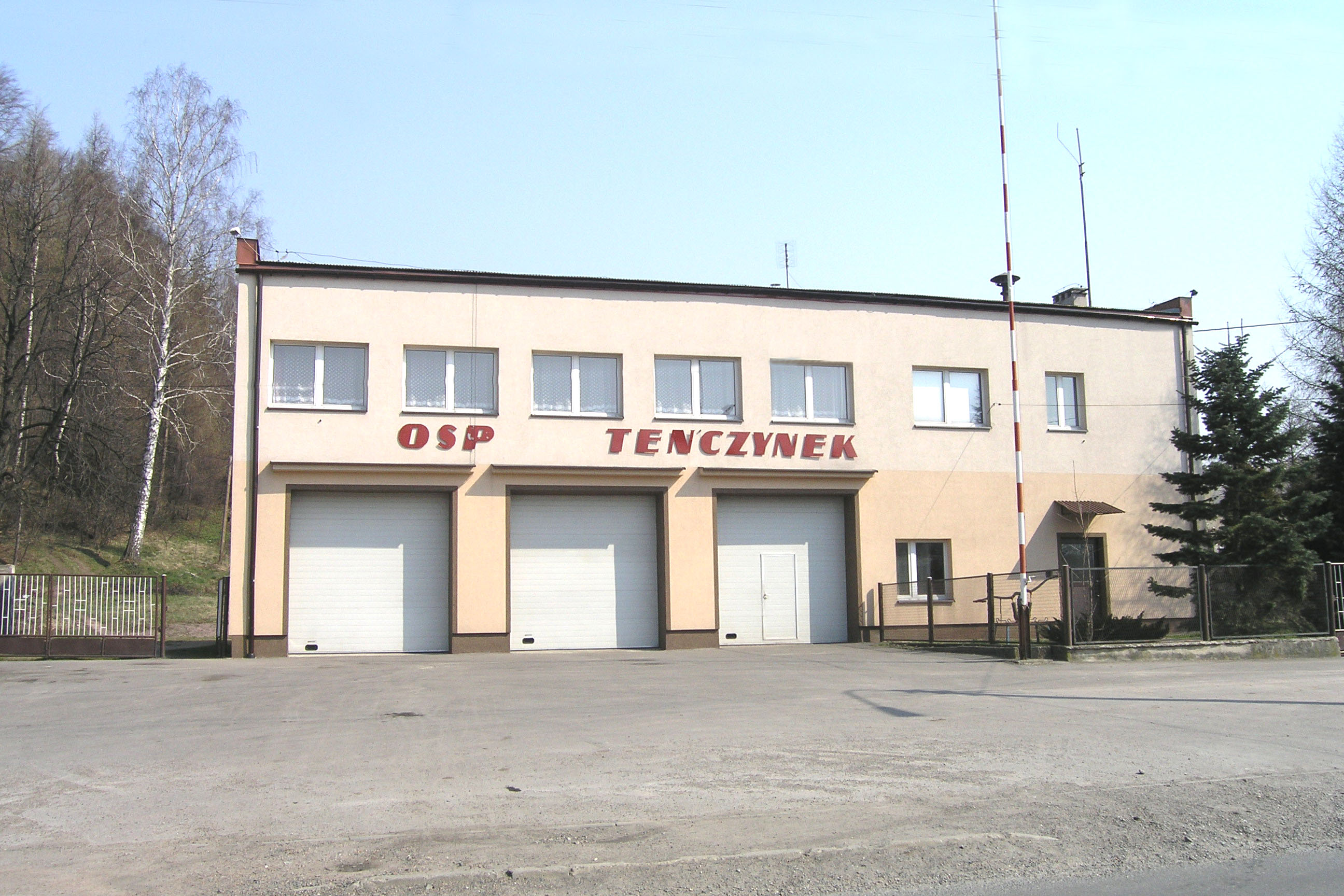
Здание Добровольной пожарной охраны

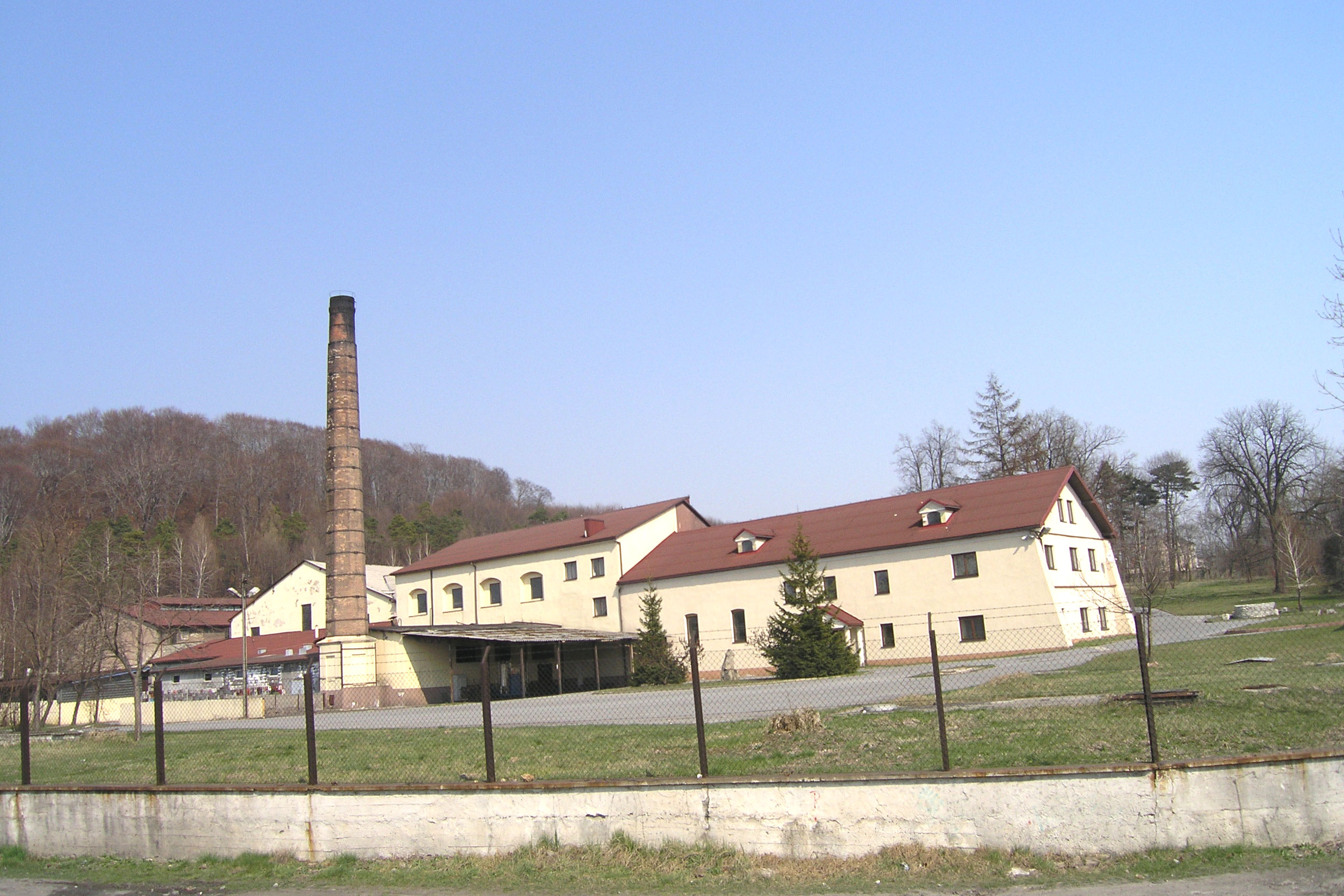
Пивоварня. За ней гора Бучина

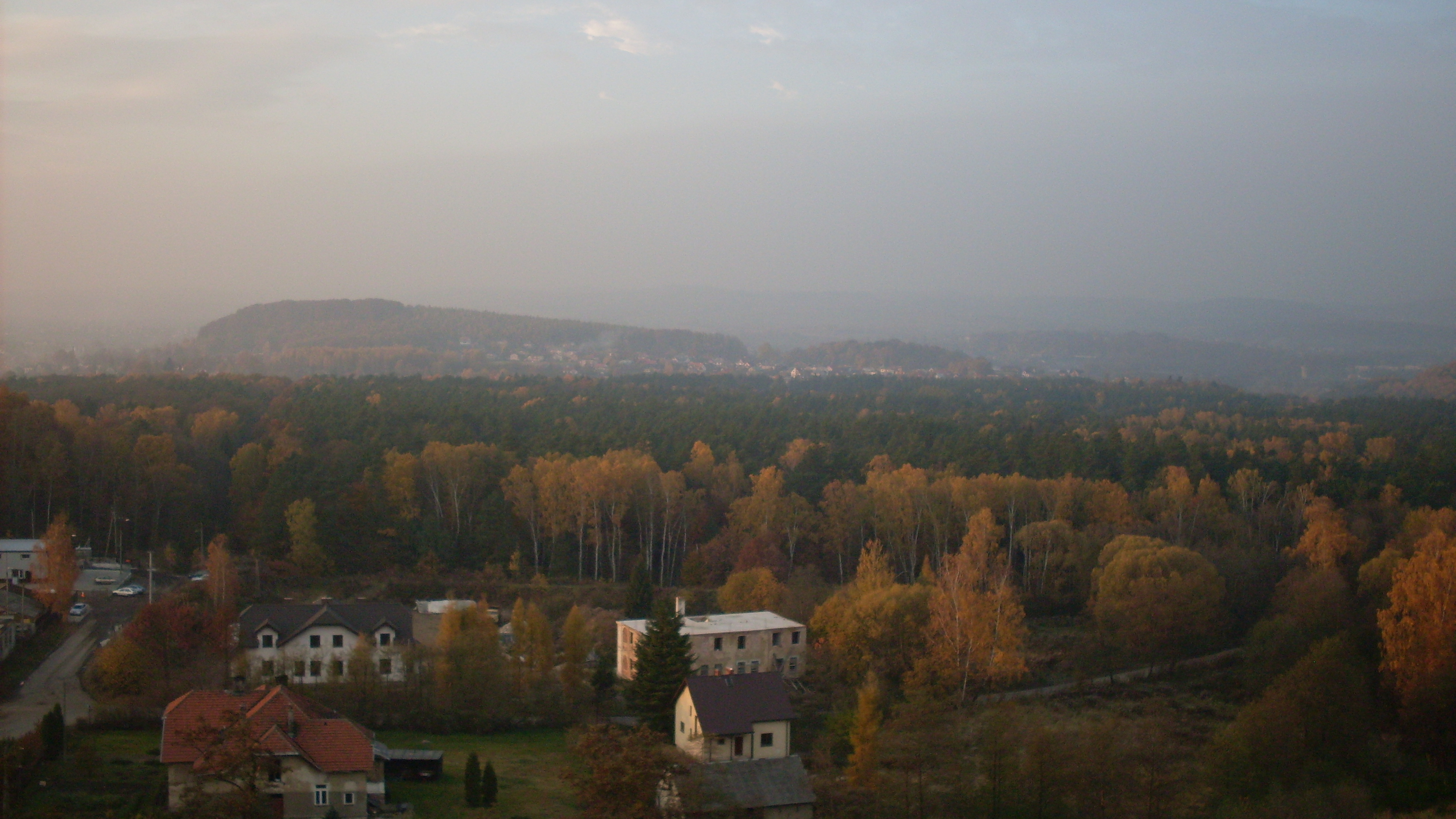
Недзведзя-Гура, жилые дома бывшей шахты Кристина, вдали гора Бучина

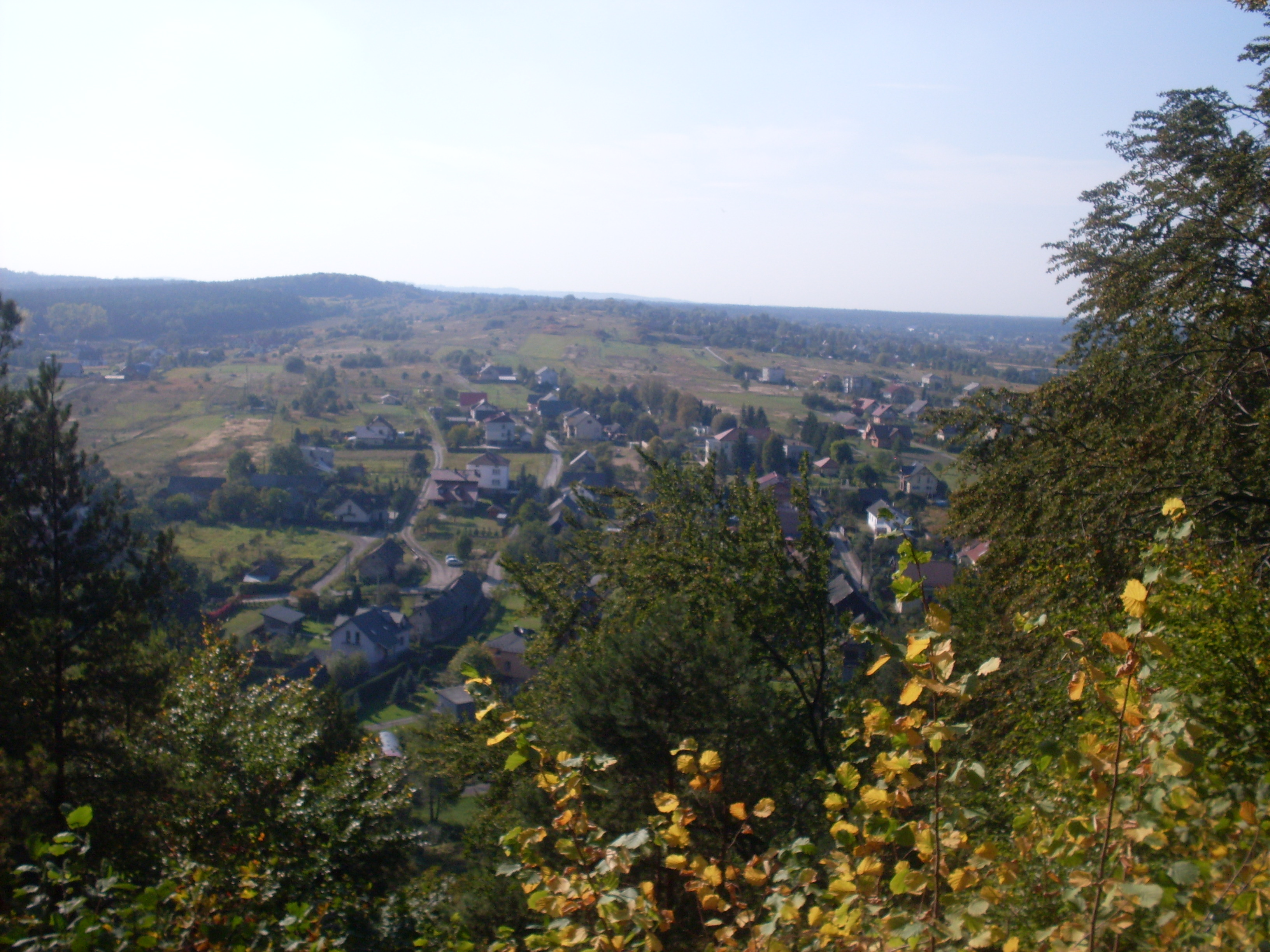
Вид с вершины горы Бучина на запад, на Зелёную

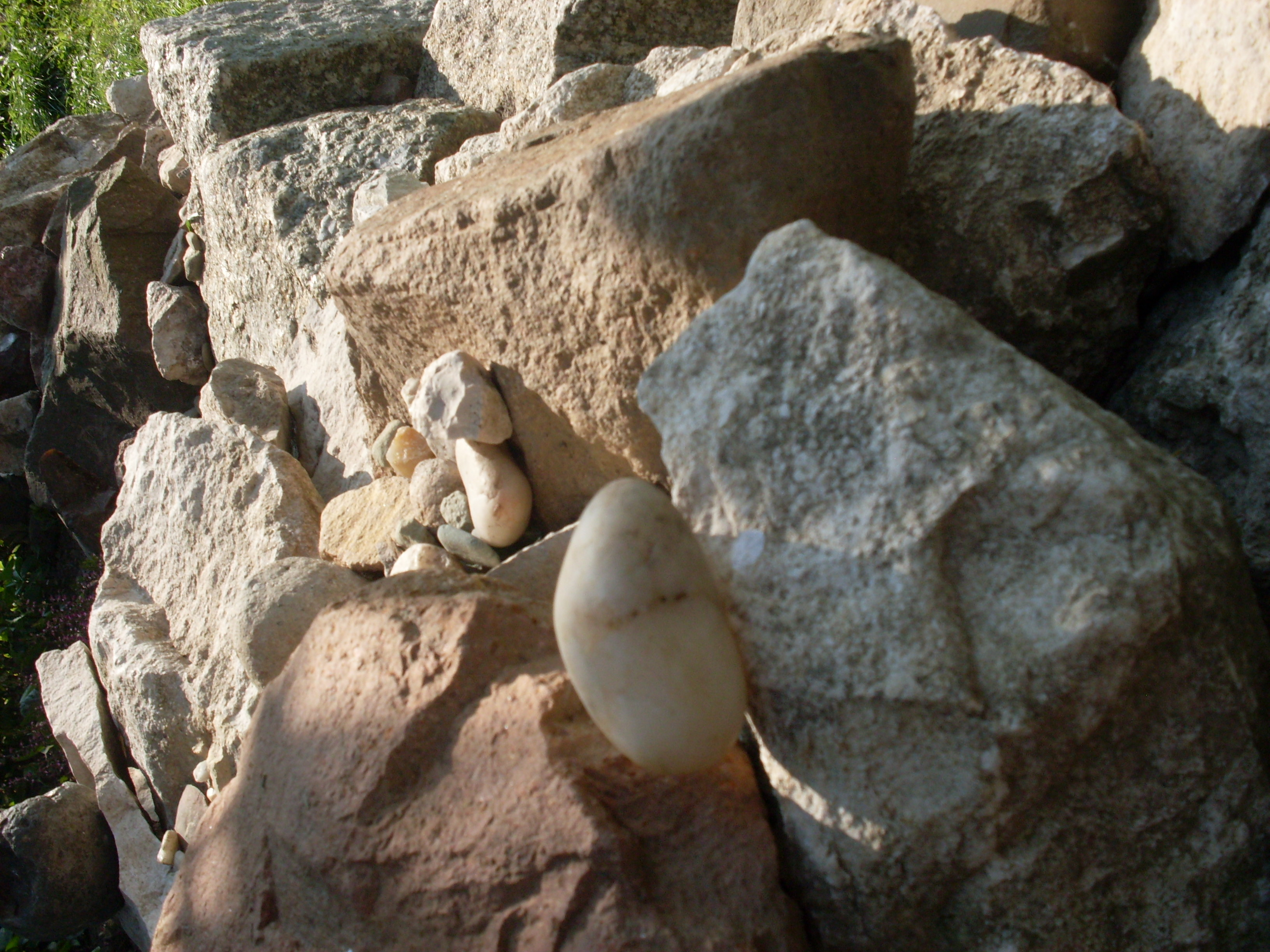
Скалы и камни в части Подлесье

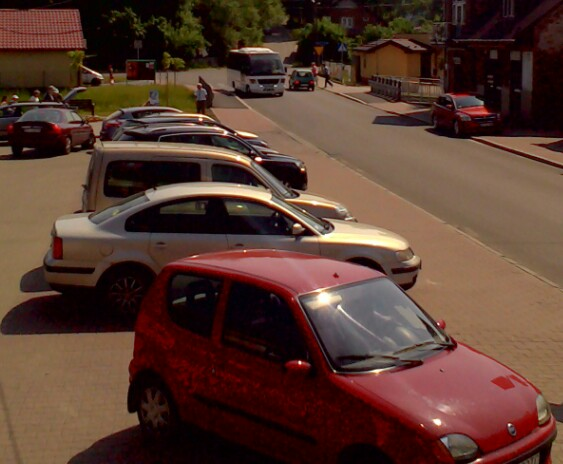

Тенчи́нек (пол. Tenczynek) — деревня в Польше, расположенная в Малопольском воеводстве, в Краковском повете, в гмине Кшешовице.

## Положение
Тенчинек лежит на границе Кшешовицкой впадины и Тенчинского хребта, к югу от железнодорожной линии 133 Краков — Катовице и национальной дороги 79, а также в 2 км к северу от автомагистрали A4 (E40), которую от деревни отделяет Лес Звежинец. Населённый пункт расположен примерно в 25 км к западу от центра (18 км от границы) Кракова и примыкает к южной части Кшешовиц.
Центр населённого пункта находится в Котловине Тенчинка, через центр которой протекает ручей Ольшувка (разг. Жабник). Остальная часть деревни находится на Тенчинском хребте. Окружена Дуловской пущей — дополнительно с юга и юго-востока её частью: Лесом Звежинецким, а с севера и северо-востока — Кшешовицкой впадиной. Площадь деревни составляет 1499,64 га.
Вокруг находятся возвышенности, такие как: Гора Бучина, Понетлица, Червенец, Недзведзя-Гура, Скалки, Уланское Здоровье на территории Леса Звежинецкого в Дуловской пуще.
К северо-западу от населённого пункта простираются большие садовые участки Энклава А и Энклава Б.

## Составные части деревни
| SIMC    | Название       | Тип           |
| ------- | -------------- | ------------- |
| 0324777 | Гурка          | часть деревни |
| 0324783 | Недзведзя-Гура | часть деревни |
| 0324790 | Пяски          | часть деревни |
| 0324808 | Пшиставе       | часть деревни |
| 0324814 | Жечки          | часть деревни |
| 0324820 | Скалки         | часть деревни |
| 0324837 | Стара Школа    | часть деревни |

## История
Деревня основана, вероятно, в начале XIV века Навоем из Моравицы — упоминается в 1319 году, тогда же началась раскорчёвка леса на месте нынешнего Тенчинка. С самого начала играла служебную роль по отношению к замку Тенчин (расположенному примерно в 4 км к западу от деревни). Краковский воевода, герба Топор, получил от короля Ягелло тенчинские владения в обмен на помощь в получении польской короны.
В отличие от Великого Тенчина (замка), деревню называли Малым Тенчином (Tenczyn parva), отсюда и произошло более позднее название, являющееся уменьшительной формой от Тенчин, то есть нынешний Тенчинек. В конце XVI века использовалось название Шаржа, взятое от родового девиза Топорчиков. Епископская визитация 1598 года установила, что школа размещалась в доме и на церковной земле. Тогда же кардинал Ежи Радзивилл описал, что костёл был деревянным и имел три алтаря.
В 1595 году деревня, расположенная в Прошовицком повете Краковского воеводства, была собственностью краковских воеводичей: Габриэля, Анджея и Яна Магнуса Тенчинских.
В XVII веке для нужд замка в Тенчинке на площади 10 моргов было создано фольварочное хозяйство, одно из самых доходных в те времена, поставлявшее всё необходимое для жизни замка, включая изысканные яства. Это был центр владений Тенчинских. После пресечения мужской линии этого рода деревня в 1637 году перешла к Опалинским, в 1687 — Сенявским, в 1731 — Чарторыйским, а в 1816 — Потоцким. Деревня вместе с фольварком в 1662 году входила в состав Тенчинского графства Лукаша Опалинского.
С начала XVI века всё более популярной становилась просторная песчаная дорога из Кракова в направлении Силезии через Тенчинек, а под близлежащим замком процветали три дворцовые таверны. С 1627 года происходит самое раннее упоминание о наличии угля в окрестностях Тенчинка. В 1656 году деревня была разрушена шведами. В 1659 году началась добыча каменного угля. В 1710 году деревню опустошила чума («моровое поветрие»), а 3 мая 1720 года она снова сгорела. Значительные перестройки костёла начались в 1728 году, в последующие годы был выложен кирпичный пол, достроены стасидии и деревянные хоры, появились также новые исповедальни и кафедра. К концу работ в 1748 году площадь костёла увеличилась за счёт капеллы с криптой, ризницы, а крыша была покрыта гонтом. Рядом появилась колокольня с двумя колоколами, а всё было обнесено стеной. Костёл освятил 6 августа 1748 года краковский суффраган, епископ Михал Игнаций Куницкий. В XIX веке в склонах Бучины для нужд местной пивоварни были высечены в скале многочисленные подвалы, выходы которых находились также на противоположной северной стороне горы. В середине XVIII века на месте опустевшей сабельни возникла мельница, также была построена кирпичный завод с печью для обжига извести. В 1788 году число загродников и халупников составляло 48. Годом позже в деревне проживало 467 человек, в том числе одна еврейская семья.
До 1795 года деревня входила в состав Краковского повета и Краковского воеводства, а с июля 1796 по 15 июля 1809 года — в состав Краковского округа Западной Галиции.
В 1818 году была открыта светская школа, которая размещалась в здании на территории господского двора. В 1815—1846 годах деревня находилась на территории Вольного города Кракова, затем в австрийском разделе. В 1823 году было завершено строительство казённого дома в Тенчинке, где помимо ремесленников жили также горняки из других мест. В 1846—1853 годах Тенчинек входил в состав Краковского повета. В 1857 году Адам Юзеф Потоцкий построил обширную новую пивоварню, винокурню, американскую мельницу и пекарню, которые с 1875 года принадлежали Галицийскому Банку Промышленности и Торговли. Около 1879 года ими владел Ксаверий Расишевский. Напротив пивоварни находилась мастерская по изготовлению деревянных клепок Францишка Грубера. В конце XIX века эти предприятия перестали существовать, за исключением пивоварни. Однако действовала каменотёсная мастерская.
В 1885 году у гмины Тенчинек была куплена земля под строительство Дома Сестёр Милосердия св. Винсента де Поля. 1 сентября 1887 года началось обучение в 2-классной народной школе. Было принято 259 детей, для которых открыли 4 класса. 3 сентября 1889 года был создан приют для маленьких детей. В 1896 году было построено новое здание школы с двумя классами и коридором. В 1903 году пивоварня перешла в собственность Акционерного Общества. В 1910 году была создана местная пожарная команда. В 1918 году в здании школы размещались польские войска.
Во время Первой мировой войны австро-венгерская армия реквизировала все церковные колокола, новые были пожертвованы разными лицами в 1919 и 1923 годах. В 1920 году в Тенчинке было зарегистрировано 11 ремесленных мастерских, в том числе 3 каменщицких, 2 пекарских, по одной шорной и столярной. В 1922 году было основано местное Католическое общество молодёжи, его штаб-квартирой стало купленное ксендзом Камусинским нынешнее здание RSZiZ в центре деревни. Также была создана футбольная команда под названием Тенча.
Во времена II Речи Посполитой деревня принадлежала Хшанувскому повету Краковского воеводства. 1 августа 1934 года была создана гмина Тенчинек. В 1936 году в деревне была создана организация Стрелец.
С 26 октября 1939 по 18 января 1945 года деревня принадлежала гмине Крессендорф в Ландкрайс Кракау, Краковского дистрикта в Генерал-губернаторстве. Во время Второй мировой войны в Тенчинке действовала столярная мастерская, производившая сани для нужд немецких солдат, школу занимали немецкие войска. В это время пивоварня была разрушена, а на её месте развилась фабрика плодоовощных консервов, которая возникла рядом в 1918 году. В 1941 году на приходских полях было построено спортивное поле. Во время Второй мировой войны союзники перепутали костёл в Камене с костёлом в Тенчинке, благодаря чему деревня избежала бомбардировки. 27 июня 1943 года отряд Гвардии Людовой имени Людвика Варынского захватил шахту «Кристина». Было забрано несколько сотен килограммов динамита и повреждено добывающее оборудование (на территории шахты в 1969 году была открыта памятная доска, увековечивающая это событие).
В 1945 году монастырский дом, костёл, школа и дома в Тенчинке были повреждены в результате детонации боеприпасов, собранных во время войны немцами в окрестных лесах. После прохождения фронта Красная Армия устроила в школе военный госпиталь. В 1950-х годах было построено небольшое пожарное депо. Во второй половине 1940-х годов в Тенчинке возникла группа Свидетелей Иеговы, которая в 1969—1984 годах принадлежала собранию Кшешовице, а с 1 сентября 1984 по 31 августа 2023 года — как отдельное собрание Тенчинек (с 1 сентября 2023 года собрания: Кшешовице-Запад и Кшешовице-Восток). В 1951—1956 годах в Тенчинке действовала волейбольная команда КС Гурник. В 1956 году детский сад был перенесён из школы в здание монастыря. В 1962 году был создан детский сад № 1. В 1967 году школе было присвоено имя короля Владислава Ягелло.
В 1954—1972 годах деревня принадлежала и была центром громады Тенчинек. В 1973—1976 годах населённый пункт был центром гмины Тенчинек. В 1975—1998 годах населённый пункт административно принадлежал Краковскому воеводству. В 1986 году было построено новое пожарное депо. 28 апреля 1989 года был открыт спортивный павильон при футбольном поле на 500 мест (в том числе 200 сидячих). В 1990-х годах был построен новый центр здоровья, а также произведена реконструкция школы. В 2003 году улицам были присвоены названия. В 2008 году был построен спортивный зал, а в 2009 году — новое здание детского сада, в котором также находится филиал публичной библиотеки. В 2010 году в центре деревни (ул. Хшановская) был построен новый мост, предыдущий деревянный был разобран, также полностью завершён этап канализации деревни.

### Пивоварня и бывшая винокурня
Уже в начале XVII века в Тенчинке существовали мельница, приходская пивоварня, бумажная фабрика (уничтожена наводнением в 1710 году), слесарная мастерская, пороховой завод и мастерские оружейников. После нашествия шведов, когда впервые сгорел Замок Тенчин (1655), а в 1656 году и деревня, в 1655—1657 годах в Тенчинке были построены панская пивоварня, винокурня, пекарня, новая мельница и новый фольварк с лиственничным двором, позже названным Двором Собеского, так как, по легенде, король Ян III Собеский остановился здесь, возвращаясь из-под Вены, и пробовал тенчинские деликатесы; двор был снесён на рубеже 1950-х и 1960-х годов. Рядом с двором росла липа Ленартовича, срубленная в 1924 году, у которой в августе 1875 года Теофил Ленартович написал одно из своих стихотворений. В 1933 году, в 250-ю годовщину предполагаемой остановки Собеского в Тенчинке, жители земли хшанувской установили каменную плиту на здании пивоварни. Деревня с хозяйственно-производственными постройками (пивоварней и винокурней), за исключением Двора Собеского, сгорела 3 мая 1720 года. В пожаре погибла и еврейская семья, арендовавшая их. На закате XVIII века в Тенчинке стояли двор, корчма, пивоварня, две мельницы и лесопилка.
Здание пивоварни находится на территории бывших Заводов по переработке овощей и фруктов. В 1857 году граф Адам Потоцкий из соседних Кшешовиц построил на территории фольварка обширную пивоварню и винокурню, которые прекрасно процветали до начала 1930-х годов, а пиво из Тенчинка было известно в Европе, о чём свидетельствует золотая медаль, полученная на выставке в Пльзене в 1904 году. В 1903 году пивоварня перешла в собственность Акционерного Общества. После Второй мировой войны власти национализировали пивоварню и перепрофилировали её в Завод по переработке овощей и фруктов. С 28 февраля 2011 года завод сменил владельца с прежнего — Gardenau, на Makarony Polskie. Результатом этой сделки стал вывод производства за пределы тенчинского завода. Здания опустели.
В 2014 году Browary Regionalne Jakubiak за примерно 3,3 млн злотых купили у синдика бывшую пивоварню в Тенчинке. Производство пива было возобновлено в 2015 году. В июле 2018 года Марек Якубяк продал пивоварню в Тенчинке акционерному обществу Manufaktura piwa, wódki i wina, прокуристом которого на момент завершения сделки был Януш Паликот. Общество запланировало ряд инвестиций, направленных на увеличение объёмов производства пива.

### Бывший центр горнодобычи
Тенчинек — это также бывший центр добычи угля. Самое раннее упоминание о наличии угля в окрестностях Тенчинка относится к 1627 году. Тогда о нём упоминал Шимон Старовольский. В 1659 году о нём упоминалось в труде Целлариуса. Первые шахты с регулярной и плановой добычей угля возникли в конце XVIII века, это были шахты Адам и Рида. Доминиальный врач, доктор Филлинг, закладывает в Тенчинке небольшую шахту, которую через несколько лет продаёт Вальтеру Риту, надзирающему за горным отделом Тенчинского Графства. В 1814 году доминиум объединяет две тенчинские шахты. 1817—1829 годы — период расцвета тенчинской шахты. В 1821 году в Тенчинке возникли два цинковых завода. Тенчинский уголь стал очень цениться после запуска в 1847 году железнодорожной линии из Кракова в Мысловице через Кшешовице. В 1864—1869 годах возникли новые шахты, в том числе Катажина, Кмита, Барбара и Анджей, а также небольшая шахта под замковым холмом в соседнем Рудно (ствол Болеслав и штольня Францишек). В 1891 году была основана шахта Францишек, а в 1895 году — крупнейшая, Кристина, которая, однако, была затоплена в 1929 году.
Весной 1895 года началось проходка дренажно-транспортной штольни длиной 2150 м. Её выход находился в Гвоздеце (Старая Штольня) вблизи железнодорожной ветки, соединяющей Кшешовице с добычным стволом и железнодорожным мостом 1911 года. Во время Второй мировой войны и до 1955 года существовала шахта Новая Кристина (Упадовая Кристина, Кристина II), охватывающая часть бывшей Кмиты (Тенчинек, Щенсць Боже, Береза) и восточные поля добычи Кристины. Месторождение было вскрыто двумя наклонными стволами, а добыча велась через ствол на так называемом Окронглике.
Всего в окрестностях с XVIII века до 1955 года существовало 17 шахт, которые добывали от нескольких тысяч тонн до 1,8 млн тонн — больше всего на шахте Кристина.
Остатки следов былой эксплуатации угля сохранились в основном в районе шахты Кристина I (здания надшахтного строения ствола глубиной 181 м и разрушенные жилые дома её работников) и Кристина II (обширные отвалы с многочисленными обломками угля, остатки бетонных фундаментов, насыпей и подъездных дорог), а к западу от них — множество мелких шурфов в районе выходов пласта Анджей, являющихся наилучшим сохранившимся местом для поверхностных наблюдений угленосной серии в этом районе. В районе шахты Кмита сохранились места засыпанных стволов и шурфов, отвалы с глинистыми сланцами, песчаниками, углём и подъездные дороги, а у ствола Роберт — фрагменты кирпичного фундамента машинного здания и постройки последних владельцев шахты (так называемая Хромкувка).
Вблизи Тенчинка проходит восточная граница Верхнесилезского угольного бассейна. Общая мощность угленосной формации достигает здесь 900 м. Пласты имеют мощность от 0,2 до 7,1 м; они очень изменчивы, обычно тонкие (около 1 м). К самым мощным пластам относятся: 118 (мощность до 2,7 м), 209 (до нескольких м), 302 (до 2,6 м), Адам (до 1,8 м), Анджей I (до 1,7 м), Анджей II (до 1,9 м). Эксплуатация велась в районах наиболее неглубокого залегания угля под тонким четвертичным покровом — в основном в Котловине Тенчинка.

#### Бывшие шахты
- Кмита — недействующая шахта каменного угля в Тенчинке, эксплуатировалась с 1860-х годов, остановлена в 1924 году. В 1939—1945 годах на выходах пластов бывшей шахты велась добыча под названием Тенчинек (также называлась Щенсць Боже и Береза).
- Шахта Кристина — недействующая шахта каменного угля, расположенная в Лесу Звежинец.
- Шахта Катажина — недействующая шахта каменного угля.
- Шахта Тенчинек — недействующая шахта каменного угля.
- Шахта Людвик — недействующая шахта каменного угля.
- Шахта Глюкауф — недействующая шахта каменного угля.
- Шахта Роман — недействующая шахта каменного угля.
- Шахта Адам — недействующая шахта каменного угля.
- Шахта Барбара — недействующая шахта каменного угля.
- Шахта Роберт — недействующая шахта каменного угля.

## Памятники
Объекты, внесённые в реестр недвижимых памятников Малопольского воеводства.
- Приходской костёл св. Екатерины, колокольня, древостой, окружение. Костёл построен в 1728—1742 годах. С позднеренессансной кафедрой и барочно-регентским интерьером, хранит в подземельях останки последнего из потомков Тенчинских — Яна (ум. 1637). На приходском кладбище похоронен известный актёр Богумил Кобеля. Возле костёла находится интересная скала карбонового периода, являющаяся памятником природы;
- плебания с окружением;
- старинный дом в Тенчинке. Дом № 295, ныне ул. Хлопицкого;
- Звежинецкие ворота. Въездные ворота в Звежинец, принадлежавший замку Тенчин, памятник в неоготическом стиле 2-й половины XIX века;
- комплекс виллы № 69, дом с боковым крылом, въездными воротами, садом и парком.

## Другие памятники
- Памятники промышленной архитектуры XIX—XX веков, в том числе: бывшая пивоварня, бывший Завод по переработке овощей и фруктов Тенчинек (основан в 1655 году), а также здания запущенной в 1895 году шахты каменного угля Кристина.

## Транспорт

### Дороги
К югу от Тенчинка проходит автомагистраль A4  (пол.), идущая на этом участке от узла Хшанув, до узла Балице I, далее ведущая, в частности, в Краков. На севере от Тенчинка расположена национальная дорога № 79  (пол.), идущая от Верхнесилезской агломерации до Варшавы (Урсынова).
На территории Тенчинка находятся следующие повятовые дороги:
- 1033K Рудно (Борек) — Тенчинек (ул. Хшановская, ул. Тенчинская)
- 2121K Кшешовице — Тенчинек (ул. Дашиньского, ул. Звежинецкая) — Фрывальд
- 2186K Чернихов — Пшегиня Народова — Пшегиня Духовна — Рыбна — Санка — Заляс — Тенчинек (ул. Монджика)
- 2188K Рудно (ул. Галицийская) — Тенчинек (ул. Замковая)[9][10]

### Общественный транспорт
За общественный транспорт в Тенчинке отвечает KMK, обслуживая маршруты до, в частности, Кшешовиц, Рудна, Броновиц-Малых и Кракова.

### Железная дорога
В Тенчинке нет железнодорожной станции. Неподалёку от населённого пункта проходит железнодорожная линия № 133 Домброва-Гурнича Зомбковице — Краков.

### Авиатранспорт
Ближайший аэропорт — Международный аэропорт в Балицах, расположенный примерно в 14 км.

## Туризм
Осмотр бывших каменоломен облегчает проложенная Комплексом юрских ландшафтных парков геологическая туристско-образовательная тропа по следам угольной промышленности в окрестностях Тенчинка. Она представляет несколько геологических объектов, имеющих основополагающее значение для познания геологического строения кшешовицкого района, одного из самых интересных в Польше с точки зрения геологии и морфологии. При осмотре документационных стендов в каменоломнях следует помнить о запрете сбора скал и окаменелостей.
- каменоломня Новая Кристина — документационный стенд представляет известковые песчаники и песчанистые известняки с богатой фауной двустворчатых моллюсков, брахиопод и аммонитов.
- обнажение Над Червеньцу — стенд представляет известняковые, известково-песчанистые породы с богатой фауной двустворчатых моллюсков, брюхоногих, брахиопод и аммонитов.

Туристические тропы
- Красный маршрут — через Недзведзю-Гуру, Буковую Гору, Зимны-Дул до Чернихова

Велосипедные маршруты
- Зелёный маршрут — из Кшешовиц через Менкиню, Долину Камениц, Волю-Филиповскую, Дуловскую пущу, Лес Орлей, заповедник Долина Потока Рудно, Санку, Долину Санки и Недзведзю-Гуру до Кшешовиц.
- Красный маршрут (Юрский Велосипедный Маршрут Орлиных Гнёзд) — из Кшешовиц через Тенчинек, Бжосквиню, Лес Звежинецкий, Лес Забежовский, Щиглице до Кракова.
- Чёрный маршрут — из Кшешовиц до станции PKP в Воле-Филиповской.
- Маршрут Краков — Моравия — Вена — от Фрывальда через Лес Звежинец до Рудна.
- Путь деревянной архитектуры (колокольня в Тенчинке)
- Тропа природных достопримечательностей окрестностей Тенчинка
- Тропа старинной горной добычи

### Пруды
- Чёрный пруд[13] — расположен в Лесу Звежинец. Одно из преданий гласит, что под Чёртовым мостом в Черне зарыт огромный клад, состоящий из золота, серебра и бриллиантов, который охраняет сам дьявол, а другой дух подстерегает на мосту самых больших грешников, и когда поймает одного — летит над Чёрным прудом и там его топит[14].
- Пруд Гжебены — расположен между костёлом, кладбищем и школой. Упоминается уже в 1553 году[15].
- Пруд Папки — точнее два пруда под одним названием, расположенные у западного склона холма Уланское Здоровье в части деревни под названием Жечки.
- Пруды Подлесье — два небольших пруда по обе стороны ул. Хлопицкого в части деревни под названием Подлесье.
- Пруд Жечки — расположен у Звежинецких ворот в части деревни под названием Жечки.
- Пруд Вронский[16] — образовался путём перегораживания земляной дамбой неглубокой долины, по которой воды из леса стекают в ручей Ольшувка.

## Памятники природы
- Скалка под сосной — скала высотой 4,5 метра, сложенная из конгломерата, состоящего из обломков различных пород (в том числе: глинистые сланцы); расположена у дороги на Заляс вблизи центра здоровья. На скале росла сосна (была спилена в 2006 году, оставлен только высокий пень и корни, проникающие в трещины скалы). Памятник создан 14 апреля 1970 года. Эта выветренная скала желтовато-бурого цвета, на выветренной поверхности — серая. Слои наклонены косо, в целом наклонены к югу, что может указывать на направление речного транспорта.
- Два чёрных тополя — растут у красной туристической тропы, рядом с дорогой Кшешовице — Тенчинек Жечки (ул. Звежинецкая) — у перекрёстка с ул. Дашиньского, идущей от железнодорожной станции Кшешовице. Памятник создан 1 августа 1969 года.
- Каменоломня на Червеньце — геологический документационный стенд на территории бывшего карьера по добыче песчаника.

## Религиозные структуры

### Римско-католическая церковь
- Приход Святой Екатерины в Тенчинке — Костёл Святой Екатерины в Тенчинке
- Дом Сестёр Милосердия св. Винсента де Поля

### Свидетели Иеговы
- Собрания: Кшешовице-Запад и Кшешовице-Восток (Зал Царства: Кшешовице)[17]

## Объекты общественного пользования
Публичная библиотека, поле ЛКС «Тенча», торговый центр, кладбище, начальная школа, спортивный зал, сельский женский кружок, центр здоровья, муниципальный детский сад, почтовый пункт, депо ДПО.

## Известные личности, связанные с Тенчинком
Среди знаменитых гостей стоит упомянуть поэта Теофила Ленартовича и Владислава Тарновского, которые провели здесь несколько летних месяцев 1875 года. В Жечках, хуторе Тенчинка, находится Вилла «Элиза» (конца XIX в.) врача, профессора Ягеллонского университета Станислава Пареньского, в которой гостили Станислав Выспяньский и Тадеуш Бой-Желеньский. В подземельях местного костёла похоронены останки Яна Магнуса Тенчинского. Одно время здесь жила Зофья Ярошевска. В 1969 году на местном кладбище был похоронен Богумил Кобеля рядом с могилой своей матери.

### Родившиеся в Тенчинке
- Тадеуш Аркит — политик и деятель местного самоуправления, депутат Сейма VI и VII созывов.
- Макс Джадд, наст. имя Максимилиан Юдкевич — польско-американский шахматный мастер еврейского происхождения.
- Анджей Клос — инженер-электроэнергетик, профессор технических наук.
- Ежи Литвинишин — профессор AGH, горный инженер, учёный, президент краковского отделения ПАН и вице-президент Польской академии наук, лауреат звания почётного доктора AGH.
- Тадеуш Ножиньский — доктор, по образованию историк, педагог, культурный деятель, в частности, хорового искусства, автор монографии о Вонгровце.
- Францишек Пустельник — футболист, правый защитник Вислы Краков в 1907—1914 годах.
- Станислав Врублевский — польский государственный деятель, выдающийся юрист, президент Польской академии знаний, в 1935—1938 годах сенатор II РП IV созыва.

### Умершие в Тенчинке
- Влодзимеж Рахмиструк — капитан австрийской пехоты и бригадный генерал Войска Польского.